# Władysław Garliński
Władysław Garliński (ur. 21 marca 1893 w Białutach, zm. 26 listopada 1927 w Warszawie) – żołnierz Wojska Polskiego na Wschodzie, podoficer Wojska Polskiego w II Rzeczypospolitej, kawaler Orderu Virtuti Militari.

## Życiorys
Ukończył 4-oddziałową szkołę zawodową i odbył praktykę elektromechaniczną. Od 1914 pracował w fabryce Załęskich w Warszawie. W październiku 1914  wstąpił do Legionu Puławskiego. Walczył na froncie rosyjsko-niemieckim.
W nocy z 19 na 20 maja 1915, w bitwie pod Pakosławiem, będąc w stopniu st. szer., podczas ataku na pozycje niemieckie i zranieniu d-cy sekcji - przejął komendę i poprowadził sekcję do ataku, porywając za sobą cały pluton  zdobywając wyznaczony odcinek. Za czyny te odznaczony został Krzyżem Srebrnym Orderu Virtuti Militari. W wyniku reorganizacji polskich jednostek na wschodzie, służył w polskiej Brygadzie Strzelców, a potem 3 Dywizji Strzelców Polskich. Z I Korpusu Polskiego został zwolniony ze względu na stan zdrowia. W wojnie polsko-bolszewickiej walczył w oddziałach ochotniczych. Po wojnie pracował z zakładzie mechanicznym, a od 1927 był pracownikiem Polskich Kolei Państwowych. Zmarł w Warszawie i tam został pochowany.
Był żonaty, miał syna Wojciecha i córkę Magdaleną.

## Ordery i odznaczenia
- Krzyż Srebrny Orderu Virtuti Militari (nr 5346)[1]
- Krzyż Walecznych[1]